# Komatsu 930E
Komatsu 930E je dvo-osni šestkolesni dizel-električni dumper tovornjak, ki ga je načrtovalo in ga proizvaja Komatsu America Corp. (podružnica od Komatsu Limited). 930E je prvi serijsko proizvajani dumper razred ultra - razred največjih rudarskih tovornjakov.930E sicer po kapaciteti ni največji dumper, je pa najbolj prodajan dumper razreda ultra. Prodali so več kot 930 teh tovornjakov.Trenutni modeli 930E-4 in 930E-4SE imajo kapaciteto tovora 290 ton.
930E je bil prvi dvo-osni šestkolesni tovornjak s kapaciteto nad 300 kratkih ton. Leta 1998 ga je po kapaciteti prekosil ameriški Caterpillar 797 - slednji za razliko uporablja dizel-mehanski pogon. Trenutno je največji dumper beloruski  BelAZ 75710 s kapaciteto okrog 450 ton.
930E je tudi prvi dumper tovornjak z generatorjem/motorjem na izmenični tok (AC). AC pogonski sistem ima večji izkoristek in sposobnosti kot pogonski sistem na direktni tok (DC).
930E-2 uporablja Bridgestone gume velikosti 50-80R57.

## Specifikacije
| Kapaciteta                  | 290.000 kg (320 ameriških ton) |
| Pogon                       | Dizel-električni               |
| Moč                         | 2.014 kW (2.701 hp)            |
| Največja hitrost            | 64 km/h (40 mph)               |
| Maksimalna nadmorska višina | 3.700 m (12.100 ft)            |
| Leto predstavitve           | 1996                           |